# Hervencias de Ávila
Las hervencias o fervencias de Ávila fueron una masacre supuestamente cometida en 1111 por orden de Alfonso I de Aragón contra un grupo de 60 rehenes que la ciudad castellana de Ávila le había entregado en garantía de paz durante el transcurso de la guerra que el rey mantenía con su mujer Urraca I de León. 
En tiempos modernos, la autenticidad de estos hechos ha sido puesta en duda o negada, sin que hasta la fecha pueda saberse con certeza si el episodio fue real o legendario.

## El contexto histórico

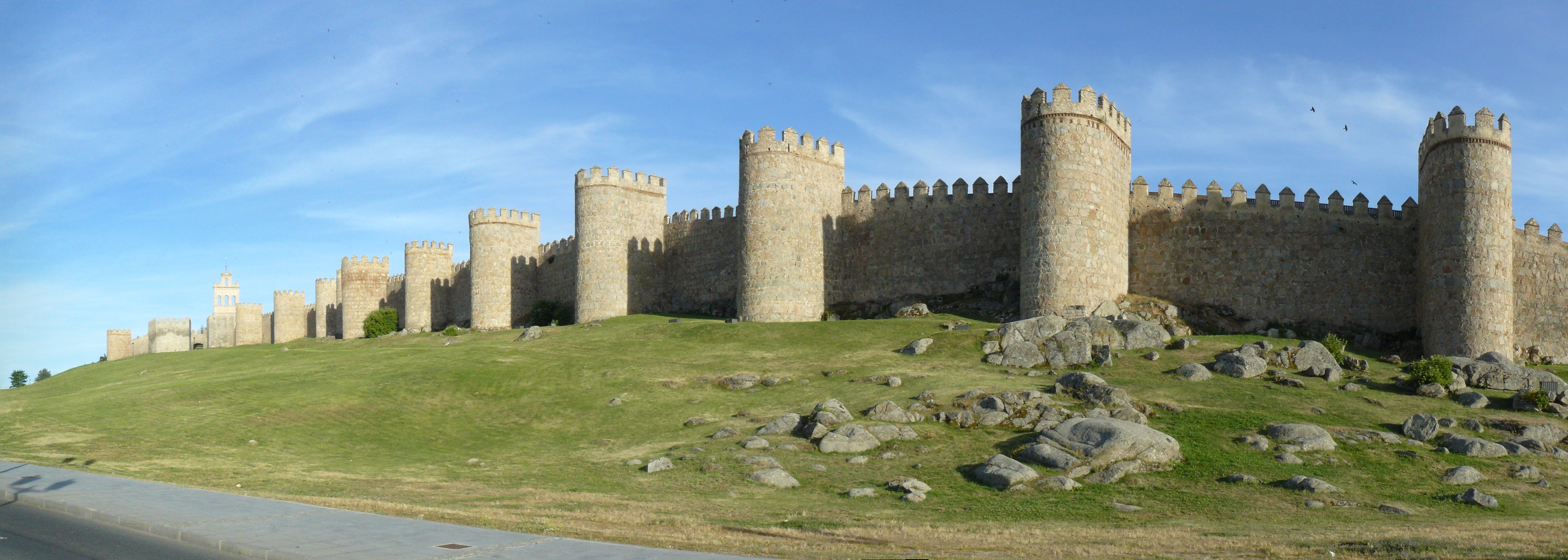
Murallas de Ávila.

En el año 1108 había muerto en la batalla de Uclés contra los almorávides Sancho Alfónsez, hijo y heredero del rey de León y de Castilla Alfonso VI; al año siguiente este concertó el matrimonio de su hija Urraca con el rey de Aragón y Pamplona Alfonso I con la condición de que cada uno de los contrayentes tendría potestad sobre las posesiones del otro, y de que su futuro hijo heredaría los reinos de Castilla, León, Aragón y Pamplona. 
Urraca había estado casada con el conde Raimundo de Borgoña, de quien tenía un hijo, Alfonso Raimúndez, que perdía así el derecho a la sucesión al trono de Castilla y León, lo que motivó la rebelión de la nobleza gallega, que con el arzobispo de Santiago Diego Gelmírez y el conde de Traba Pedro Froilaz proclamaron al infante Alfonso Raimúndez rey de Galicia con sólo cinco años de edad; a la situación vinieron a sumarse las intrigas de la nobleza castellana liderada por el conde de Candespina Gómez González (supuesto amante de Urraca), que veía al aragonés como a un rey extranjero, y las del clero francés que encabezado por Bernardo de Sedirac intentaba conseguir del papa Pascual II la nulidad del matrimonio. Declarada la guerra entre Aragón-Navarra y Castilla y León, el rey aragonés penetró con sus tropas en territorio castellano-leonés y derrotó a los nobles castellanos en la batalla de Candespina de 1110 y a los gallegos en batalla de Villadangos del año siguiente, ocupando varias plazas importantes.

## Las Hervencias

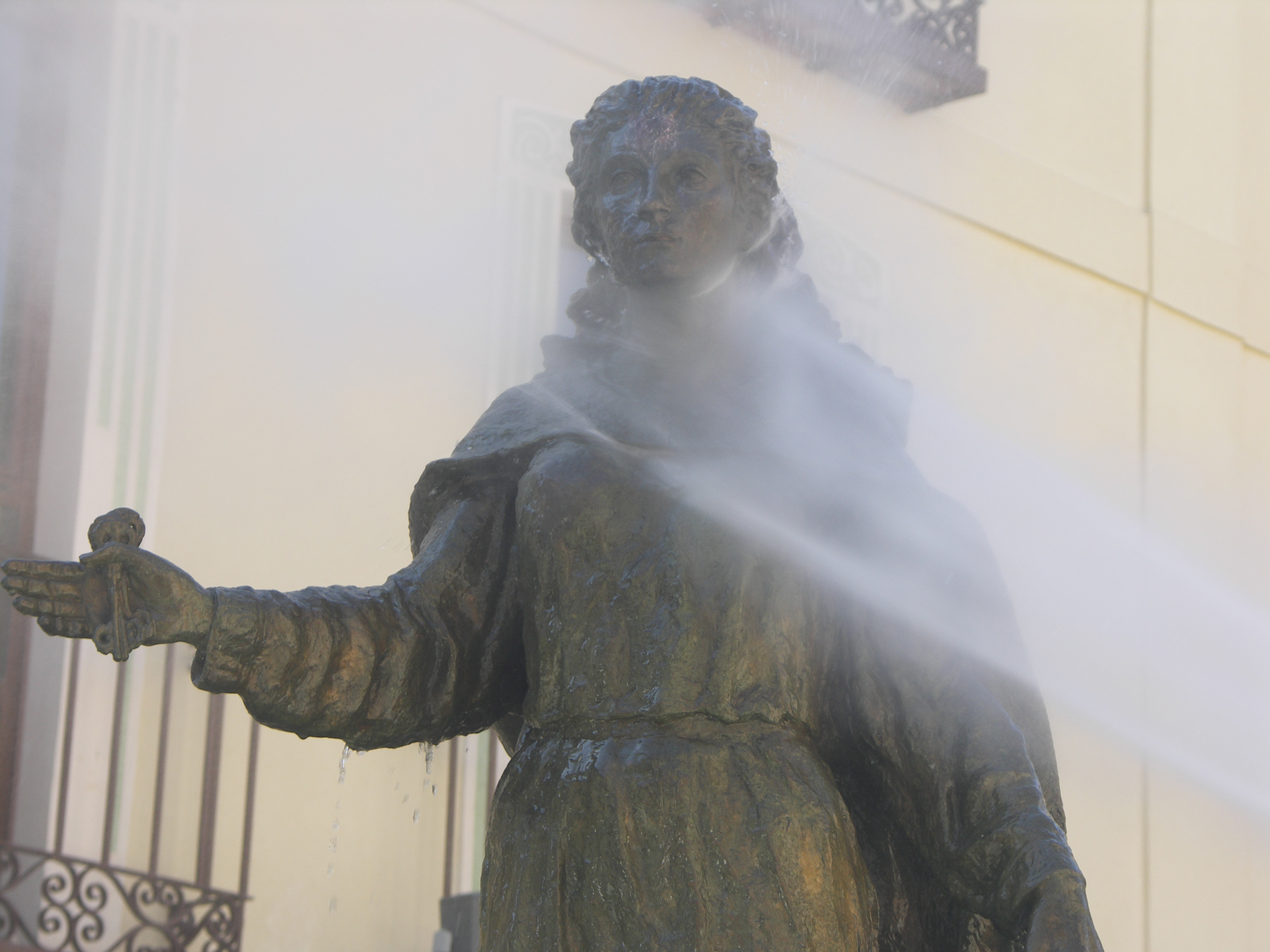
Doña Ximena Blázquez alcaldesa de Ávila.

En su avance militar por Castilla y León, Alfonso de Aragón envió a Ávila a sus emisarios Jaime Ruiz y Arbal de la Puebla con la misión de conseguir la fidelidad de la ciudad a la causa aragonesa agasajando a sus autoridades. Los enviados fueron recibidos por Blasco Jimeno, gobernador de la plaza tras la muerte de su hermano Nalvillos Blázquez, y por Jimena Blázquez, que ejercía la alcaidía del alcázar en ausencia de su marido Fernán López Trillo; la respuesta de los abulenses fue que reconocerían por rey a Alfonso de Aragón sólo si se reconciliaba con Urraca, pero si intentaba atacar al infante Alfonso Raimúndez le tendrían por enemigo. Poco después el infante fue trasladado por sus tutores desde su alojamiento en Simancas a la seguridad de Ávila. 

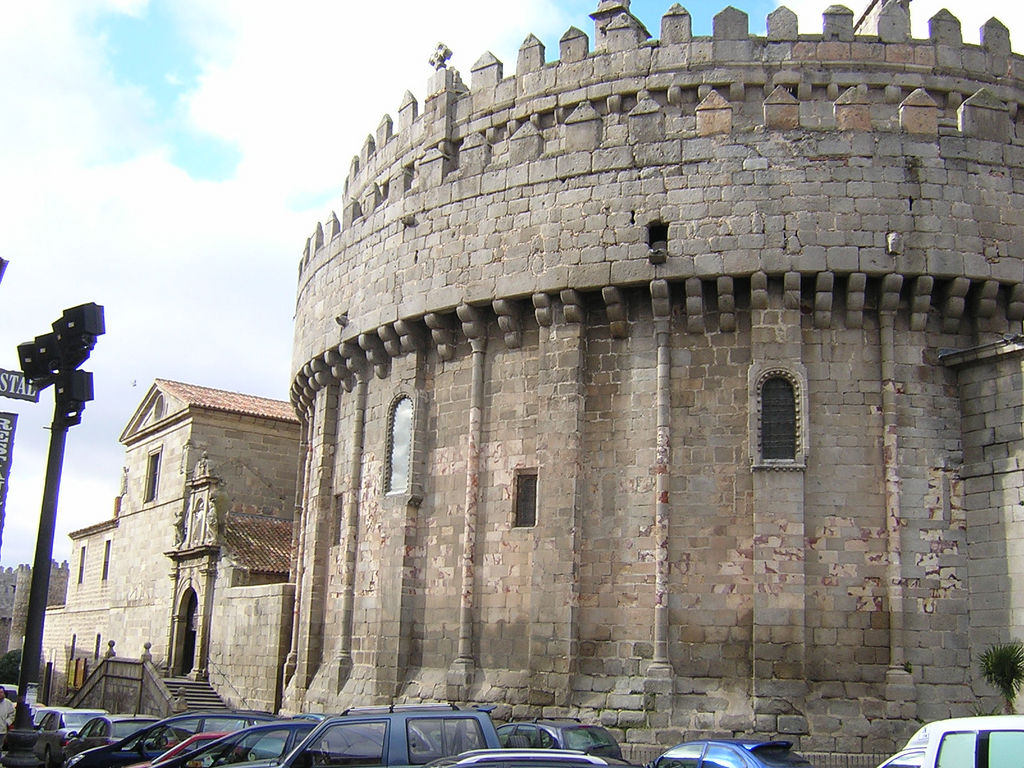
Ábside de la catedral de Ávila, entre cuyas almenas asomó el infante.

Alfonso de Aragón, llegado con sus tropas frente a las murallas de Ávila, recibió la falsa noticia de que el infante había muerto de enfermedad y envió un mensaje a Blasco Jimeno para la entrega de la plaza, pero este contestó que el infante vivía; para comprobar que el gobernador decía la verdad, acordaron bajo juramento que el rey con seis de sus caballeros entrarían en la ciudad, y que en garantía de su seguridad sesenta abulenses marcharían al campamento aragonés en calidad de rehenes, que serían liberados al regreso del rey. 
Sin embargo Alfonso de Aragón no llegó a cruzar las puertas de Ávila; desde el pie de la muralla, junto a la puerta del Peso de la Harina, solicitó ver al infante; los de Ávila, recelosos de este cambio de planes, hicieron subir al infante al cimorro de la catedral, entre cuyas almenas fue visto y saludado por el aragonés. Enfurecido con la actitud de los abulenses, el rey de Aragón se retiró a su campamento y ordenó matar a los rehenes y freír en aceite sus cabezas; desde entonces el paraje donde tuvo lugar este hecho, al noreste de Ávila, se conoce como "Las Hervencias". 

«E los aragoneses con gran crueldad, se folgavan con las piezas de los muertos, e fazian juegos con las cabezas. E mandó fervir en azeyte algunas, para oteallas a las ciudades e villas que no se sujetassen al su señorio. E por quanto fueron fervidas en aquel lugar, se llamó dende en ayuso, las Ferbencias.»

Indignado el concejo de Ávila con la falsedad de Alfonso de Aragón e incapaz de presentar batalla a su ejército por falta de efectivos, acordó enviar un caballero a retarle. Blasco Jimeno acompañado solamente por su sobrino Lope Núñez salió tras él, y dándole alcance en Cantiveros le reprochó su conducta y le desafió a un duelo, pero en vez de aceptar el reto el rey mandó a sus ballesteros matar a ambos. Castellanos y aragoneses comenzaron entonces un pleito legal para dirimir la responsabilidad del aragonés en faltar a su palabra y la de los abulenses en retar a un rey; para su resolución solicitaron la intermediación del rey de Francia Luis VI, que nombró como jueces a Guillén Malato de Sansoña y a Charles Loaysa de Angulema, "sentenciadores de las causas e acaescimientos de desafio e reptos", quienes sentenciaron uno a favor del rey, y otro de los abulenses.

## Sobre la autenticidad de la historia
El episodio de las Hervencias no se menciona en las crónicas antiguas, desde la Historia compostelana del siglo XII que narra las vicisitudes del obispo Gelmírez, hasta el Chronicon mundi de Lucas de Tuy, la Historia gótica de Rodrigo Jiménez de Rada o la Estoria de España de Alfonso X, todas del siglo XIII. El primer relato escrito de los hechos surgió a principios del siglo XVI recopilado por Gonzalo de Ayora y repetido por Gonzalo Fernández de Oviedo y Antonio de Cianca. Sin embargo fue el benedictino Luis Ariz el principal propalador de esta historia, cuando en 1607 la incluyó en su Historia de las grandezas de la ciudad de Ávila como si fuera la transcripción de los escritos del obispo Pelayo de Oviedo; de aquí lo tomaron autores posteriores a lo largo del siglo XVII. A finales de este siglo el aragonés Pedro Abarca negaba toda la historia como calumniosa para la memoria del rey Alfonso de Aragón 
y Manuel Risco tachaba a Ariz de fabulista, pero todavía tendrían que pasar cien años hasta que la crítica hiciera mella en la tradición. 

En el escudo de Ávila, el infante Alfonso asoma por el cimorro de la catedral.

En septiembre de 1866 el periódico El Pensamiento Español publicaba la historia de las Hervencias, como complemento a la noticia de la visita de la reina Isabel II y del infante Alfonso al cimorro de la catedral de Ávila. A la semana siguiente el catedrático y académico de la historia Vicente de la Fuente escribía una carta al periódico en la que calificaba esta tradición como "una fábula ridícula, calumniosa e inverosímil, mal forjada en el s. XVI por un falsario tan torpe como ignorante", y poco después el senador e historiador abulense Juan Martín Carramolino replicaba por el mismo medio considerando el episodio como "un suceso real, efectivo, verdadero, que constituye una de las más gloriosas páginas de la historia de Ávila". 

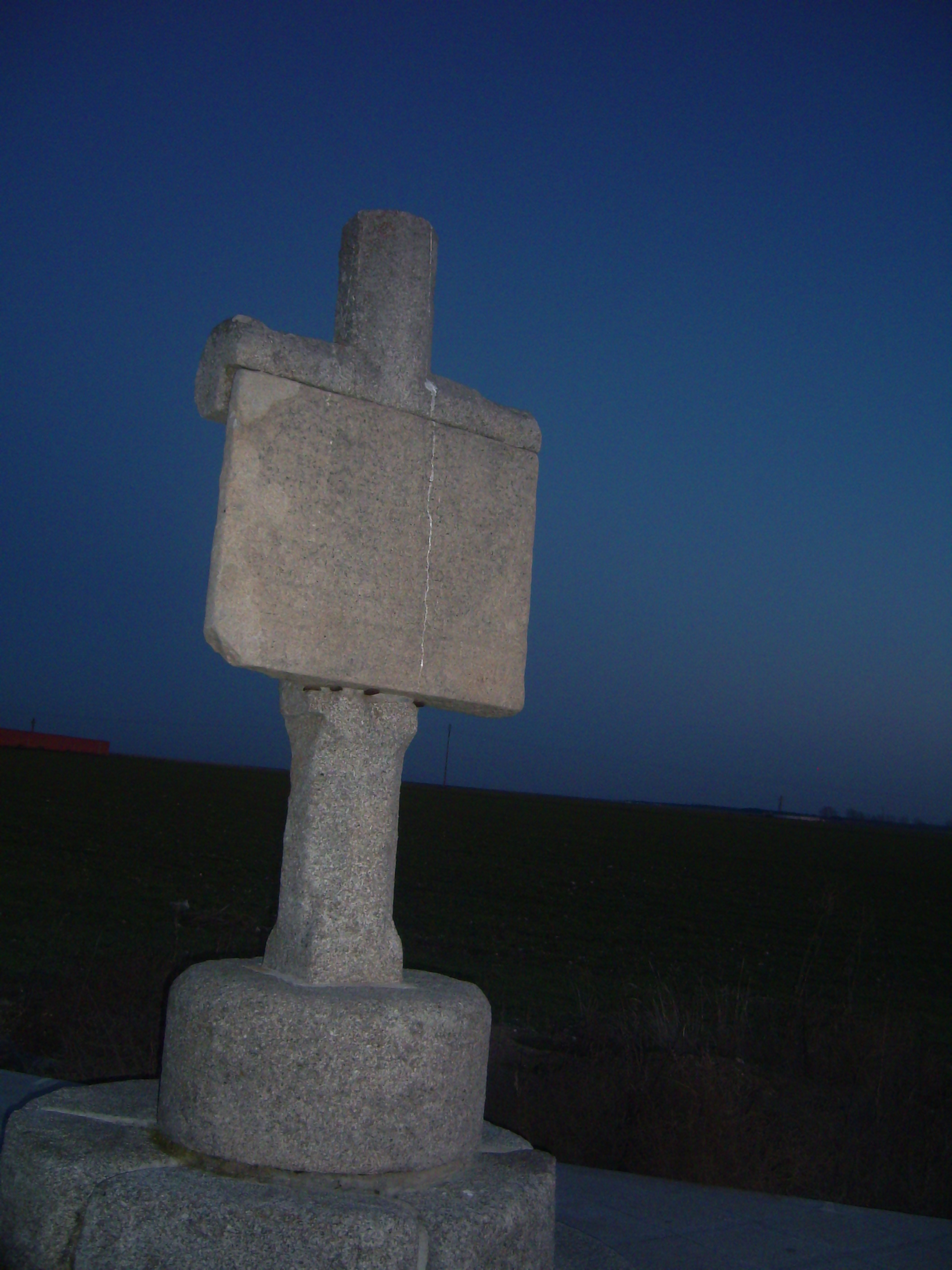
Cruz del reto, en Cantiveros.

A lo largo de las semanas siguientes ambos se enzarzaron en una contienda histórico-literaria cargada de argumentos eruditos por ambas partes: Carramolino mencionaba como hechos probatorios de la veracidad de la historia el nombre de la Puerta de Malaventura por la que salieron los rehenes, que estuvo cerrada durante varios siglos; la cruz del reto y la ermita erigidas en el lugar donde murieron Blasco Jimeno y Lope Núñez, por quienes anualmente se celebraba una misa; los topónimos de Blascojimeno y Sobrino, nombrados así en homenaje a los fallecidos; el escudo de armas de Ávila otorgado por Alfonso VII en recuerdo de los hechos; y los varios privilegios que los descendientes de los participantes consiguieron de reyes posteriores.
Para De la Fuente había otros tantos hechos que negaban la autenticidad de la masacre: el cimborrio de la catedral de Ávila no se construyó hasta 1160; los documentos a los que hacía referencia Carramolino no aparecían; la cruz del reto había sido erigida muy posteriormente (en 1517) sobre una tradición infundada; el infante Alfonso nunca había estado en Ávila ni tenía sentido que en el contexto de la guerra hubiera sido llevado allí por sus tutores, como ya antes había apuntado Modesto Lafuente; y en general toda la historia tenía un aire de novela caballeresca más que de hecho histórico, como años después confirmaría Marcelino Menéndez Pelayo.
La controversia terminó sin que ninguno de los contendientes pudiera haber convencido al otro de la autenticidad o falsedad de la historia de las Hervencias, y así los historiadores abulenses siguieron recogiéndola en sus crónicas, con más o menos espíritu crítico, hasta nuestros días.